# معركة قديد
معركة قديد هي معركة وقعت بين أهل المدينة والخوارج عام 130 هـ وانتهت بانتصار الخوارج بقيادة المختار بن عوف الأزدي الملقب بابي حمزة الخارجي.

## مقدمه
كان عبد الله بن يحيى الكندي من حضرموت وكان مجتهداً عالماً. فكاتب جماعة من الأباضية بالبصرة وغيرها يشاورهم في الخروج فكتبوا اليه ان استطعت ان لا تقيم يوماً واحداً فافعل، وشخص اليه المختار بن عوف الأزدي وبلخ بن عقبة بن المسعودي في رجال من الأباضية فقدموا عليه حضرموت فحضوه على الخروج، فعندها دعا عبد الله أصحابه فبايعوه وقصد دار الإمارة. وعلى حضرموت يومئذ إبراهيم بن جبلة بن مخزمة الكندي. فأخذه وحبسه يوماً ثم أطلقه، فأتى صنعاء، ثم أقام بحضرموت وكثر انصاره ثم استخلف على حضرموت عبد الله بن سعيد الحضرمي، وتوجه إلى صنعاء وذلك سنة تسعة عشر ومأئة.
وقصد عبد الله صنعاء في الفين. وعاملها يومئذ القاسم بن عمر الثقفي ـ أخو يوسف بن عمر الثقفي فوقعت بينهم مناوشات فانتصر عبد الله بن يحيى على القاسم فدخل إلى صنعاء واستولى على الخزائن والأموال فاحرزها، واستولى على بلاد اليمن، واقام بصنعاء أشهراً يحسن السيرة ويلين جانبه لهم ويخطبهم ويعظهم. حتى كثر جمعه. وأتته الشراة من كل جانب، فلما كان في وقت الحج، وجه أبا حمزة المختار بن عوف. وبلخ بن عقبة. وأبرهة بن الصباح إلى مكة والأمير عليهم أبو حمزة في ألف. وأمره أن يقيم بمكة إلى صدور الناس. وتوجه بلغ إلى الشام. فأقبل المختار إلى مكة يوم التروية. وعليها وعلى المدينة. عبد الواحد بن سليمان بن عبد الملك في خلافة مروان بن محمد. فكره عبد الوحد قتالهم. وفزع الناس منهم حين رأوهم. وقد طلعوا عليهم بعرفة ومعهم اعلام سود على رؤوس الرماح. وقالوا لهم ما لكم وما حالكم فأخبروهم بخلافهم لمروان. والتبري منهم. فراسلهم عبد الواحد في أن لا يعطوا على الناس حجهم. فقال أبو حمزة. نحن بحجنا أضن وعليه أشح حتى ينفر الناس النفر الأخير. وأصبحوا من الغد ووقفوا بحيال عبد الواحد بعرفة ودفع عبد الواحد بالناس. فلما كانوا بمنى. قيل لعبد الواحد قد اخطأت فيهم. ولو حملت عليهم الحاج. ما كانوا الا اكلة رأس. 
وبعث عبد الواحد إلى حمزة. عبد الله بن الحسن بن علي بن أبي طالب ومحمد بن بن عبد الله عمرو بن عثمان، وعبد الرحمن بن القاسم بن محمد بن أبي بكر، وعبيد الله بن عمر بن حفص العمري، وربيعة بن عبد الرحمن، ورجالاً أمثالهم، فلما قربوا من أبي حمزة أخذتهم مسالحه. فادخلوا على أبي حمزة فوجدوه جالساً وعليه أزار قطري. قد ربط نحوره في قفاه. فلما دنوا تقدم اليه عبد الله بن الحسن العلوي، ومحمد بن عبد الله العثماني، فلما انتسبا له عبس في وجهيهما وما أظهر الكرامة لهما، ثم تقدم اليه البكري والعمري فانتسبا له فهش اليهما. وتبسم في وجهيهما. وقال: والله ما خرجنا الا لنسير سيرة ابويكما. فقال: عبد الله بن الحسن والله ما جئناك لنفاخر بين آبائنا. ولكن الأمير بعثنا اليك برسالة وهذا ربيعه يخبركما. فلما أخبره ربيعة. قال له ان الأمير يخاف نقض العهد. قال معاذ الله والله لا أفعل. ولكن إلى أن تنقضي الهدنة بيننا وبينكم. فخرجوا من عنده، وخلى مكة لأبي حمزة. فدخلها بغير قتال. فقال بعض الشعراء يهجو عبد الواحد.
زار الحجيج عصابة قد خالفوا
ديـن الاله ففـر عبـد الواحد
ترك الامارة والمواسم هـارباً
ومـضى يخبط كالبعير الشارد
فلـو ان والـده يخبر امه
لصقت خلايقه بعرف الوالد
ثم مضى عبد الواحد إلى المدينة. ودعى بالديوان فضرب على الناس البعث وزادهم في العطاء عشرة عشرة واستعمل على الجيش عبد العزيز بن عبد اللَّه بن عمرو بن عثمان بن عفان، فخرجوا قلقيهم جزر منحورة فتشأم الناس بها. فلما كانوا بالعقيق علق لواء عبد العزيز بسمرة فانكسر الرمح فتشأموا بذلك أيضاً، ثم ساروا إلى قديد ويعرف اليوم وادي قديد وقد نزل بها قوم معتزلون ليسوا بأصحاب حرب. وأكثرهم تجار أغمار قد خرجوا في المصبغات والثياب الناعمة واللهو. لا يظنون أن للخوارج شوكة. ولا يشكون في أنهم في أيديهم. وقال رجل منهم من قريش. لو شاء أهل الطائف لكفونا أمر هؤلاء. ولكنهم داهنوا في دين الله. والله لنظفرن ولنسيرن إلى أهل الطايف فلنسبينهم، ثم قال: من يشرى مني سبى أهل الطايف، قال أبو الفرج فكان هذا الرجل أول المنهزمين، فلما وصل المدينة. ودخل داره أراد أن يقول لجاريته أغلقي الباب. قال لها: غاق ناق دهشاً. فلقبه أهل المدينة بعد ذلك غاق ناق، ولم تفهم الجارية قوله. حتى أومى اليها بيده فأغلقت الباب. 
قال: وكان عبد العزيز يعرض الجيش بذي الحليفة. فمر به أمية بن عتبة بن سعيد بن العاص فرحب به وضحك اليه. ثم مر به عمارة بن مصعب بن الزبير فلم يكلمه ولم يلتفت اليه. فقال عمران بن مطيع وكان ابن خالته، سبحان الله مر بك شيخ من شيوخ قريش فلم تنظر اليه ولم تكلمه؟ ومر بك غلام بني امية فضحكت اليه ولا طفته؟ أما والله لو التقى الجمعان لعلمت أيهما اصبر. قال فكان امية بن عتبة أول من انهزم وركب فرسه ومضى، وقال لغلامه يا مجيب اما والله لئن اخرت هذه الا كلب من الشراة اني لعاجز، وأما عمارة بن مصعب بن الزبير فقاتل يومئذ حتى قتل. وكان يحمل ويتمثل.
وانـي إذا ظـن الأميـر بــاذنـه
على الاذن من نفسي إذا شئت قادر
ولما بلغ أبا حمزة اقبال أهل المدينة استخلف على مكة أبرهة بن الصباح وأشخص اليهم. وعلى مقدمته بلخ بن عقبة. فلما كان في الليلة التي وافاهم في صبيحتها وأهل المدينة نزول بقديد قال: لأصحابه أنكم ملاقوا غداً أهل المدينة، وأميرهم فيما بلغني ابن عثمان. أول من خالف سنن الخلفاء وبدل سنة رسول الله وقد وضح الصبح لذي عينين اكثروا ذكر الله وتلاوة القرآن ووطنوا انفسكم على الموت وصبحهم غداة الخميس لتسع خلون من صفر سنة ثلاثين ومائة.
قال: أبو الفرج . وقال عبد العزيز لغلامه في تلك الليلة ابغنا علفاً قال هو غال . فقال: ويحك البواكي عينا غداً أغلا . 
وارسل أبو حمزة اليهم بلخ بن عقبة ليدعوهم فأتاهم في ثلاثين راكباً فذكرهم الله وسألهم أن يكفوا عنهم وقال لهم خلوا سبيلنا إلى الشام لنسير إلى من ظلمكم وجار في الحكم عليكم ولا تجعلوا أحدنا بكم فانا لا نريد قتالكم فشتمهم أهل المدينة وقالوا ياأعداء الله نحن نخليكم ونترككم تفسدون في الأرض .
فقال الخوارج . يا أعداء الله نحن نفسد في الأرض وإنما خرجنا لنكف الفساد ونقاتل من قاتلنا منكم واستأثر بالفيء فناظروا لأنفسكم واخلعوا من لم يجعل الله له الطاعة فانه لا طاعة لمخلوق في معصية الخالق، فادخلوا في السلم وعاونوا أهل الحق .
فنادا عبد العزيز ماتقول في عثمان . 
قال: قد برئ منه المسلمون قبلي وأنا متبع آثارهم ومقتد بهم . ارجع إلى أصحابك فليس بيننا وبينكم الا السيف . فرجع إلى ابي حمزة فاخبر . فقال: كفوا عنهم ولا تقاتلوهم حتى يبدءوكم بالقتال .
فواقفوهم ولم يقاتلوهم . فرمى رجل من أهل المدينة بسهم في عسكر أبي حمزة فجرح منهم رجلاً، فقال أبو حمزة شأنكم الآن فقد حل قتالهم فحملوا عليهم فثبت بعضهم لبعض، وراية قريش مع إبراهيم بن عبدالله بن مطيع. ثم انكشف أهل المدينة . فلم يتبعوهم، وكان على عامتهم صخر بن الجهم بن حذيفة العدوي فكبر وكبر الناس فقاتلوا قليلاً، ثم انهزموا . فلم يبعدوا حتى كبر ثانية فثبت معه ناس وقاتلوا ثم انهزموا هزيمة لم يبق بعدهم منهم باقية، فقال علي بن الحصين لأبي حمزة اتبع آثار القوم أو دعني اتبعهم فاقتل المدبر وأدفف على الجريح فان هؤلاء شر علينا من أهل الشام . ولم قد جاء أهل الشام غداً لرأيت من هؤلاء ما تكره . قال لا افعل ولا أخالف سيرة أسلافنا وأخذ جماعة منهم اسرى، وأراد اطلاقهم . فمنعه على بن الحصين . وقال أن لكل زمان سيرة . وهؤلاء لم يؤسروا وهم هراب وإنما أسروا وهم يقاتلون . ولو قتلوا في ذلك الوقت لم يحرم قتلهم . وهكذا الآن . 
وكان أبو حمزة إذا رأى رجلاً من قريش قتله وإذا رأى رجلاً من الأنصار أطلقه . قال أبو الفرج وذلك لأن قريشاً كانوا أكثر الجيش . وبهم كانت الشوكة .
قال ابن ابي الحديد: وقد بلغت قتلى قديد الفين ومائتين رجلاً، بينهم من قريش أربع مائة وخمسون رجلاً، ومن الأنصار ثمانون رجلاً، ومن الموالي وسائر الناس ألف وسبعمائة رجل: قال: وكان في قتلى قريش من بني أسد بن عبد العزى بن قصي اربعون رجلاً، وكانت نائحة أهل المدينة تقول:
مـا للزمـان ومـاليه
أفنت ـ قديد ـ رجاليه
فـلا بـكين سريـرة
ولا بكيـن عــلانيـه
ولا بكين علـى قديـد
بســوء مـا اولانيـه
ولا عولـن إذا خلوت
مـع الكـلاب العـاوية
وذكر الطبري ان وقعة قديد كانت سنة 130 هـ .

## دخول الخوارج للمدينة
لما انقضت وقعة قديد واسفر النصر للخوارج على أهل المدينة دخل أبو حمزة قائد جيش الخوارج إلى المدينة وخطب على منبرها ولام أهل المدينة وشتم بني امية ومن انتمى اليهم واظهر معايبهم وصرح بكفرهم وامر أهل المدينة بلعنهم وذكر شيعة آل ابي طالب وعاب عليهم، واثنى على قتلاه في قديد ثم خرج من المدينة إلى مكة وخلف المفضل الأزدي في جماعة من اصحابه معه

## نهاية الخوارج
بعث مروان بن محمد القائد عبد الملك بن عطية السعدي في أربعة آلاف من أهل الشام وقضى على وفيهم فرسان عسكره ووجوههم لحرب ابي حمزة وعبد الله بن يحيى، وأمر ابن عطية بالجد في المسير وأعطى كل رجل من الجيش مائة دينار وفرساً عربياً وبغلاً لثقله، فخرج ابن عطية بالجيش .
وخرج بلخ بن عقبة في ستمائة رجل ليقاتل عبد الملك بن عطية فلقيه بوادي القرى لايام خلت من جمادى الأولى سنة ثلاثين ومائة فتوافقوا ودعاهم بلخ إلى الكتاب والسنة وذكر بني أمية وظلمهم فشتمه أهل الشام . وقالوا يا أعداء الله انتم أحق بهذا ممن ذكرتم فحمل بلخ واصحابه عليهم وانكشفت طائفة من أهل الشام وثبت ابن عطية في عصبة صبروا معه فناداهم يا أهل الشام يا أهل الحفاظ ناضلوا عن دينكم وأميركم واصبروا، وقاتلوا قتالاً شديداً فقتل بلخ وأكثر أصحابه وانحازت قطعة من أصحابه نحو الماية إلى جبل اعتصموا به فقاتلهم ابن عطية ثلاثة أيام فقتل منهم سبعين رجلاً ونجا ثلاثون؛ وجاؤا إلى ابي حمزة، وكان آنذاك بالمدينة وقد اغتموا وجزعوا من ذلك الخبر وقالوا فررنا من الزحف 
فقال لهم أبو حمزة لا تجزعوا فانا لكم فئة والا أبحرتم وخرج أبو حمزة إلى مكة فدعا عمر بن عبد الرحمن بن زيد بن الخطاب أهل المدينة إلى قتال المفضل خليفة ابي حمزة على المدينة فلم يجد لديه أحد . لأن القتل كان قد أسرع في الناس . فاجتمع إلى عمر البربر والزنوج وأهل السوق فقاتل بهم الشراة فقتل المفضل وعامة أصحابه وهرب الباقون فلم يبق منهم أحد . 
ولما قدم ابن عطية، أتاه عمر بن عبد الرحمن، فقال: أصلحك الله أني جمعت قضى وقضيضي فقاتلت هؤلاء الشراة، فلقبه أهل المدينة قضى وقضيضي . 
وأقام ابن عطية بالمدينة شهراً وأبو حمزة مقيم بمكة ثم توجه اليه . فقال علي بن الحصين العبدي لأبي حمزة . اني كنت أشرت عليك يوم قديد وقبله ان تقتل الاسرى، فلم تفعل حتى قتلوا المفضل وأصحابنا المقيمين معه بالمدينة وأنا اشير عليك الآن أن تضع السيف في أهل مكة فانهم كفرة فجرة ولو قد قدم ابن عطية لكانوا أشد عليك من أهل المدينة . 
فقال لا أرى ذلك لأنهم قد دخلوا في الطاعة وأقروا بالحكم ووجب لهم حق الولاية . فقال: انهم سيغدرون . فقال: ومن نكث فانما ينكث على نفسه، قال وقدم ابن عطية مكة . فصير اصحابه فرقتين ولقى الخوارج من وجهين . فكان هو بازاء ابي حمزة في اسفل مكة وجعل طائفة أخرى بالابطح بازاء أبرهة بن الصباح . فقتل ابرهة كمن له ابن هبار وهو على خيل دمشق. فقتله عند بئر أم ميمون، 
والتقى ابن عطية بأبي حمزة . فخرج أهل مكة بأجمعهم مع ابن عطية وتكاثر الناس على ابي حمزة فقتل على فم الشعب وقتلت معه امرأته . وكانت ترتجز:
انـا الجديعاء وبـنت الأعلم
من يسألن اسمي فاسمي مريم
بعت سواري بقضيب مخدم
وقتلت الخوارج قتلاً ذريعاً وأسر منهم اربعماءة، فقال لهم عبد الملك بن عطية ويلكم ما دعاكم إلى الخروج مع هذا؟ فقالوا ضمن لنا - الكنة - أي الجنة فقتلهم كلهم وصلب أبا حمزة وابرهة بن الصباح على الخيف .
قال أبو الفرج: وحدثني بعض اصحابنا انه رأى رجلاً واقفاً على سطح داره يرمى بالحجارة قوم ابي حمزة بمكة . فقيل له كيف تدري لمن ترمي مع اختلاط الناس ؟ . فقال: ما أبالي ان رميت . انما يقع حجري في شام أو شار . والله ما ابالي ايهما قتلت . 
ودخل علي بن الحصين داراً من دور قريش . فاحدق أهل الشام بها، فرمى بنفسه عليهم وقاتلهم فأسر، ثم قتل وصلب مع ابي حمزة . فلم يزالوا مصلوبين حتى افضى الأمر إلى بني هاشم في خلافة ابي العباس .